# Комітет з питань незалежності Грузії

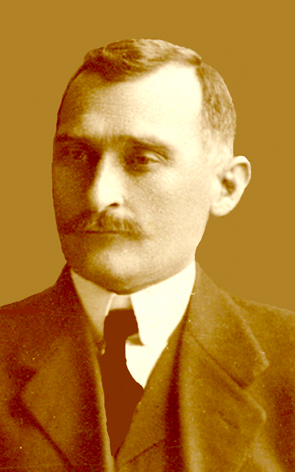
Коте Андронікашвілі, голова Комітету з незалежності Грузії в 1923-1924 рр.

Комітет з незалежності Грузії (груз. საქართველოს დამოუკიდებლობის კომიტეტი, також «Паритетний комітет») — підпільна антирадянська організація, що діяла в Грузії на початку 1920-х років. Комітет провів підготовку невдалого Серпневого Повстання в 1924 році.

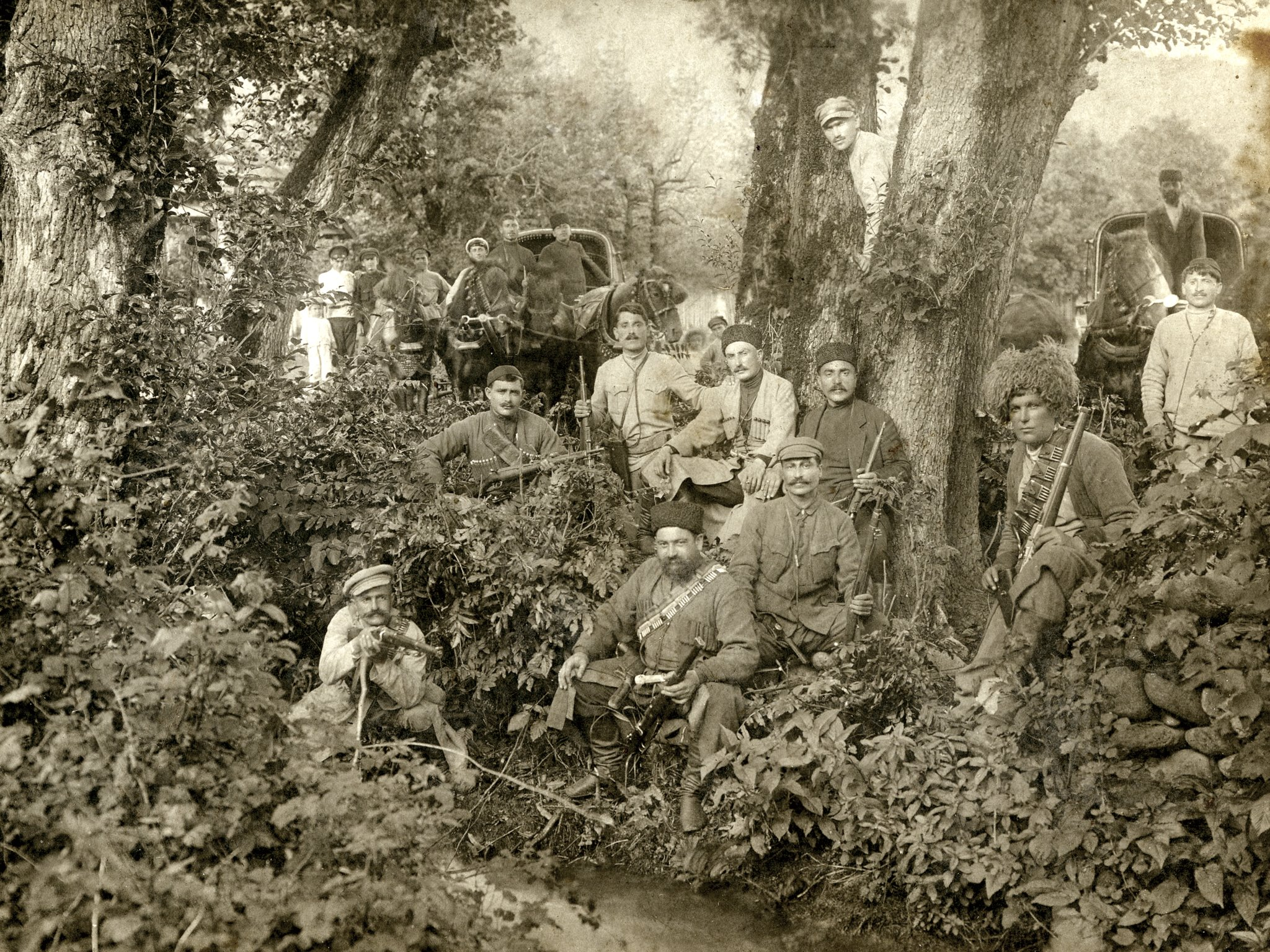
Керівники повстання

Комітет був сформований на початку травня 1922 року в результаті переговорів грузинської Соціал-демократичної партії (меньшовиків), колишньою правлячою партією, з колишньою політичною опозицією — Національно-демократичною партією, партією федералістів, есерів і партією Схіві («Промінь»). Кожна сторона була представлена одним членом в Паритетному комітеті (звідси альтернативна назва організації), в якому традиційно головували меньшовики. Першого голову Gogita Paghava невдовзі замінив Ніколоз Карцівадзе, який, після арешту ЧК 16 березня 1923 року, був замінений Коте Андронікашвілі. Протягом свого існування, секретарем Комітету був Ясон Джавахішвілі з Національно-демократичної партії.
Угоди, ухвалені членами Комітету передбачали повалення більшовицького режиму через всенародне повстання, відновлення Демократичної Республіки Грузія і формування коаліційного уряду. Комітет підтримував тісні контакти з уряд Грузії у вигнанні та його «Константинопольським бюро», заснованим в Стамбулі, Туреччина. Комітетом було створено військовий центр під головуванням відставного генерала Коте Абхазі, який повинен був провести підготовку народного повстання. Кілька членів колишнього меншовицького уряду таємно повернувся із заслання, в тому числі колишній міністр сільського господарства, Ное Хомерікі, а також колишній командир Народної гвардії Валіко Джугелі .

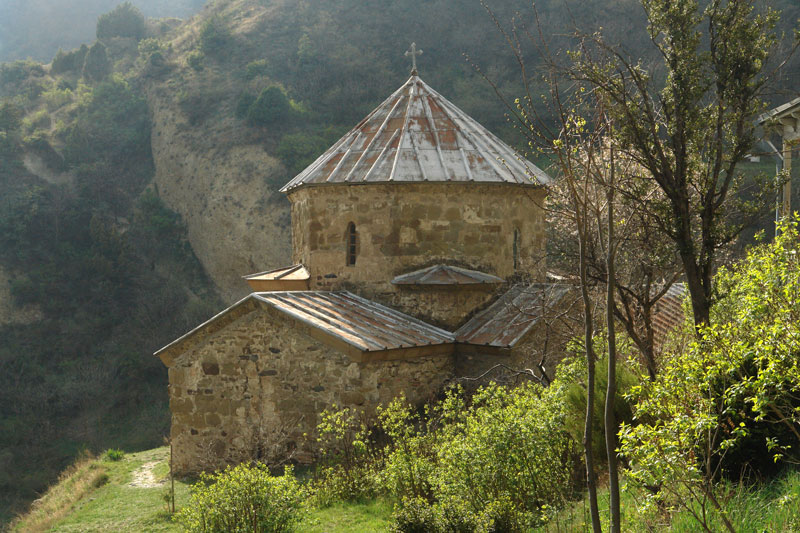
Шіо-Мгвімський монастир, храм Святого Іоанна Хрестителя

Грузинській ЧК з нещодавно призначеним заступником начальника Лаврентій Берія вдалося проникнути в організацію і провести масові арешти. Важких втрат грузинська опозиція зазнала в лютому 1923 року, коли військовий центр очолив Коте Місабішвілі, член Національно-демократичної партії. П'ятнадцять членів військового центру були арештовані, серед них — керівники руху опору: Коте Абхазі, Олександр Андронікашвілі, Варден Цулукідзе, полковник Георгій Хімшіашвілі, Симон Багратіон-Мухранелі, Елізбар Гулісашвілі і Рустем Мусхелішвілі, вони були страчені 20 травня того ж року. Також потрапили в руки ЧК Хомерікі і Джугелі, які згодом були розстріляні. Після деяких коливань, Комітет склав плани до загального повстання на 2:00 ранку 29 серпня 1924. Проте, через деякі непорозуміння, в шахтарському місті Чіатура, Західна Грузія, повстання підняли на день раніше, 28 серпня.
Повстання тривало протягом трьох тижнів у кількох районах Грузії — переважно в Західній частині — і було придушене силами Червоної Армії і ЧК. Придушення повстання супроводжувалося великомасштабними репресіями, в яких кілька тисяч людей були вбиті. 4 вересня ЧК виявили Головний штаб повстанців в монастирі Шіо-Мгвіме, недалеко від міста Мцхета і заарештували лідерів Комітету, в тому числі його голову — Андронікашвілі. Того ж дня, Берія зустрів їх в Тбілісі, і запропонував видати декларацію з закликом до повсталих склали зброю. Члени комітету перед лицем смерті, прийняли пропозицію за умови, що масові розстріли бути негайно припинені. Берія погодився і повстанці підписали декларацію для того, щоб покласти край кровопролиттю. Однак, переслідування не закінчилися і заарештовані лідери опозиції самі незабаром були страчені. До середини вересня велика частина збройних загонів Комітету була знищена.